# Водяне (Покровська селищна громада)
Водяне́ — село в Україні, у Синельниківському районі Дніпропетровської області. Входить до складу Покровської селищної громади. Населення становить 398 осіб. Орган місцевого самоврядування — Покровська селищна рада.

## Назва
Виникло в балці Водяній, від якої запозичило свою назву.

## Географія
Село Водяне розташоване за 3,5 км від правого берега річки Вовча, на відстані 1 км розташовані села Романки і Отрішки. Селом тече Балка Водяна, уздовж якої село витягнуто на 8 км. Поруч проходять автомобільна дорога Т 0406 і залізниця, найближча станція Чаплине за 8 км.

## Історія
- 1803 — дата заснування.
- 12 червня 2020 року, відповідно до розпорядження Кабінету Міністрів України № 709-р від «Про визначення адміністративних центрів та затвердження територій територіальних громад Дніпропетровської області», увійшло до складу Покровської селищної громади[1].
- 19 липня 2020 року, в результаті адміністративно-територіальної реформи і ліквідації Покровського району, село увійшло до складу новоутвореного Синельниківського району[2].